# Sanctuaire des Apparitions
Le sanctuaire du Cœur Immaculé de Marie, connu comme le sanctuaire des Apparitions (Santuario das Aparicións en galicien et Santuario de las Apariciones en espagnol), est un lieu de pèlerinage marial situé à Pontevedra, en Espagne. Selon Lucie dos Santos, c'est ici que l'Enfant Jésus et la Vierge Marie lui sont apparus le cœur entouré d'épines en 1925 et 1926 et lui ont révélé la dévotion des cinq premiers samedis. Le sanctuaire aurait recensé plus de 12 millions de visites depuis ses débuts.

## Localisation
Le sanctuaire est situé au 3 rue Sor Lucía, dans le centre historique de Pontevedra.

## Histoire
Sur le site où se trouve le sanctuaire, il y avait un bâtiment du début du Moyen Âge, dont on a conservé des traces de taille de pierre et une porte murée avec des mouchettes,.
Le bâtiment a été construit au milieu du XVIe siècle. Au XIXe siècle, le bâtiment était le palais de la famille Arias Teijeiro (Antonio et José, père et fils), ce dernier étant un politicien carliste et ministre universel,.
En 1918, le marquis de Riestra l'a loué aux Sœurs de Sainte-Dorothée, qui y ont ouvert une école,.
En 1925, Lucie dos Santos, l'une des trois visionnaires de Fatima, devient une sœur de sainte dorothée en Galice. Alors qu'elle se trouvait dans sa chambre dans ce couvent de Pontevedra deux mois après son arrivée, le 10 décembre 1925, Sœur Lucie a eu une vision de l'Enfant Jésus et de la Vierge Marie, le cœur entouré d'épines. La deuxième apparition de l'Enfant Jésus a eu lieu le 15 février 1926 dans le jardin du couvent. En 1927, Sœur Lucie a écrit que la Vierge, dans l'apparition de 1925, lui avait précisé en quoi consistait la communion des premiers samedis,.
La sainte communion des premiers samedis consiste à se confesser, à communier chaque premier samedi du mois pendant cinq mois (en réparation de cinq types de blasphèmes), à prier le chapelet et à méditer ses mystères,,.
Le pape Jean-Paul II lui a accordé le statut de sanctuaire en 2000 à l'occasion du 75e anniversaire des apparitions,.
Le bâtiment a été rénové en 2022, avec la remise à neuf du deuxième étage et une nouvelle toiture.
Le sanctuaire est connu comme le "Fátima espagnol",.

## Description
L'édifice religieux, appelé également Maison des Apparitions, est composé de deux étages. La façade est en pierre et de style simple. Au rez-de-chaussée, on remarque le soubassement en pierre et les arcs en plein cintre soutenus par des demi-colonnes toscanes du XVe siècle qui encadrent la porte et les fenêtres.
À l'intérieur, se trouvent une chapelle principale (au rez-de-chaussée) et une petite chapelle où l'Enfant Jésus et la Vierge Marie sont apparus à Lucie dos Santos, la voyante de Fátima. On trouve également une porte murée surmontée d'un arc en accolade du XVIe siècle. Au premier étage se trouvent les chambres de l'hôtellerie du couvent, qui compte 60 lits répartis dans différentes chambres pouvant compter jusqu'à quatre lits et que la Conférence épiscopale va transformer en auberge de pèlerins. Au deuxième étage se trouve la cellule où, selon la croyance chrétienne, la Vierge Marie est apparue à Sœur Lucie le 10 décembre 1925.
Le bâtiment dispose également d'un jardin intérieur où l'Enfant Jésus est apparu à Sœur Lucie le 15 février 1926. L'ancien cloître médiéval de la fin du XVe siècle présentait des arcs en plein cintre soutenus par des colonnes toscanes.

## Galerie

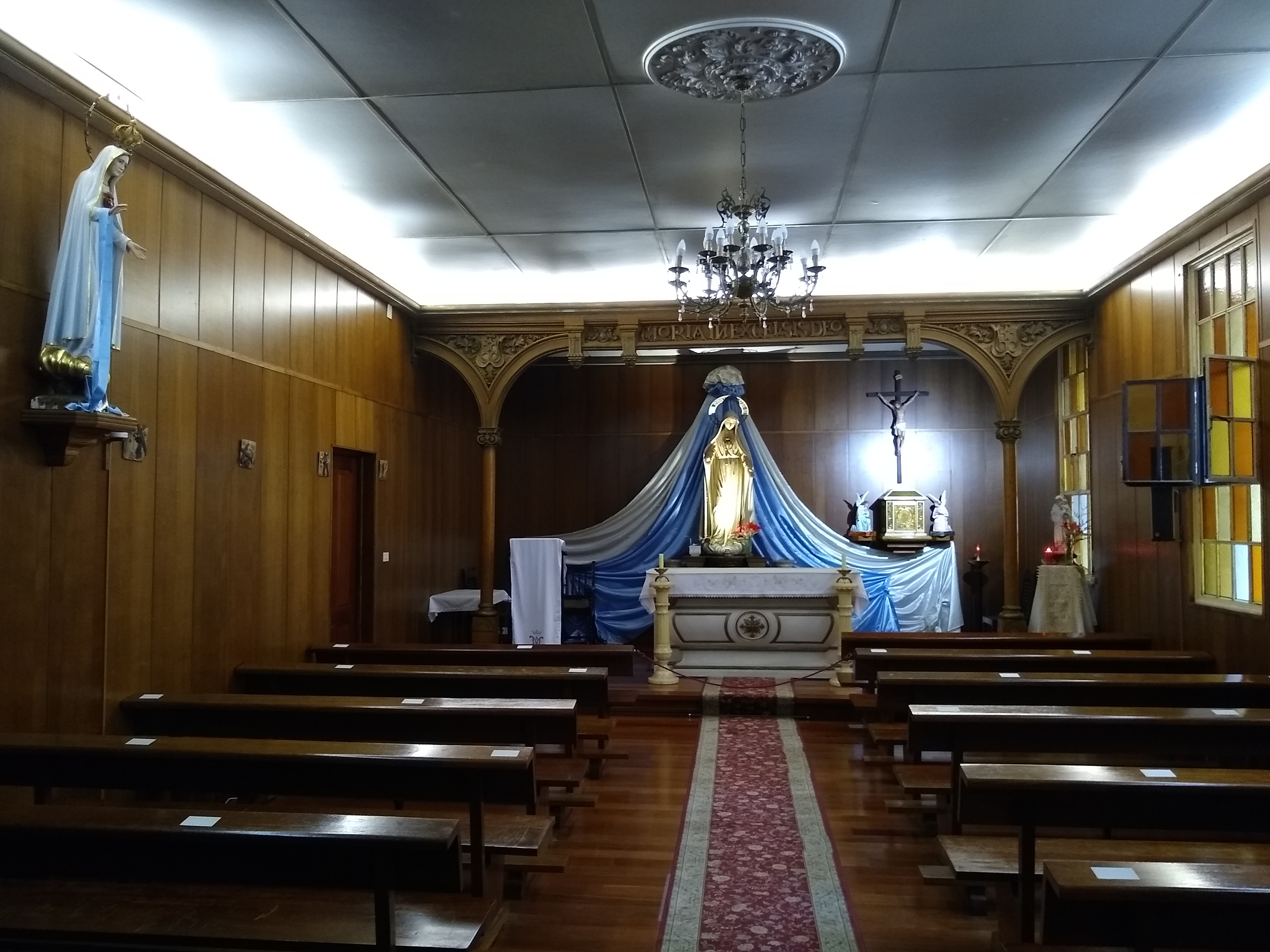
Chapelle principale
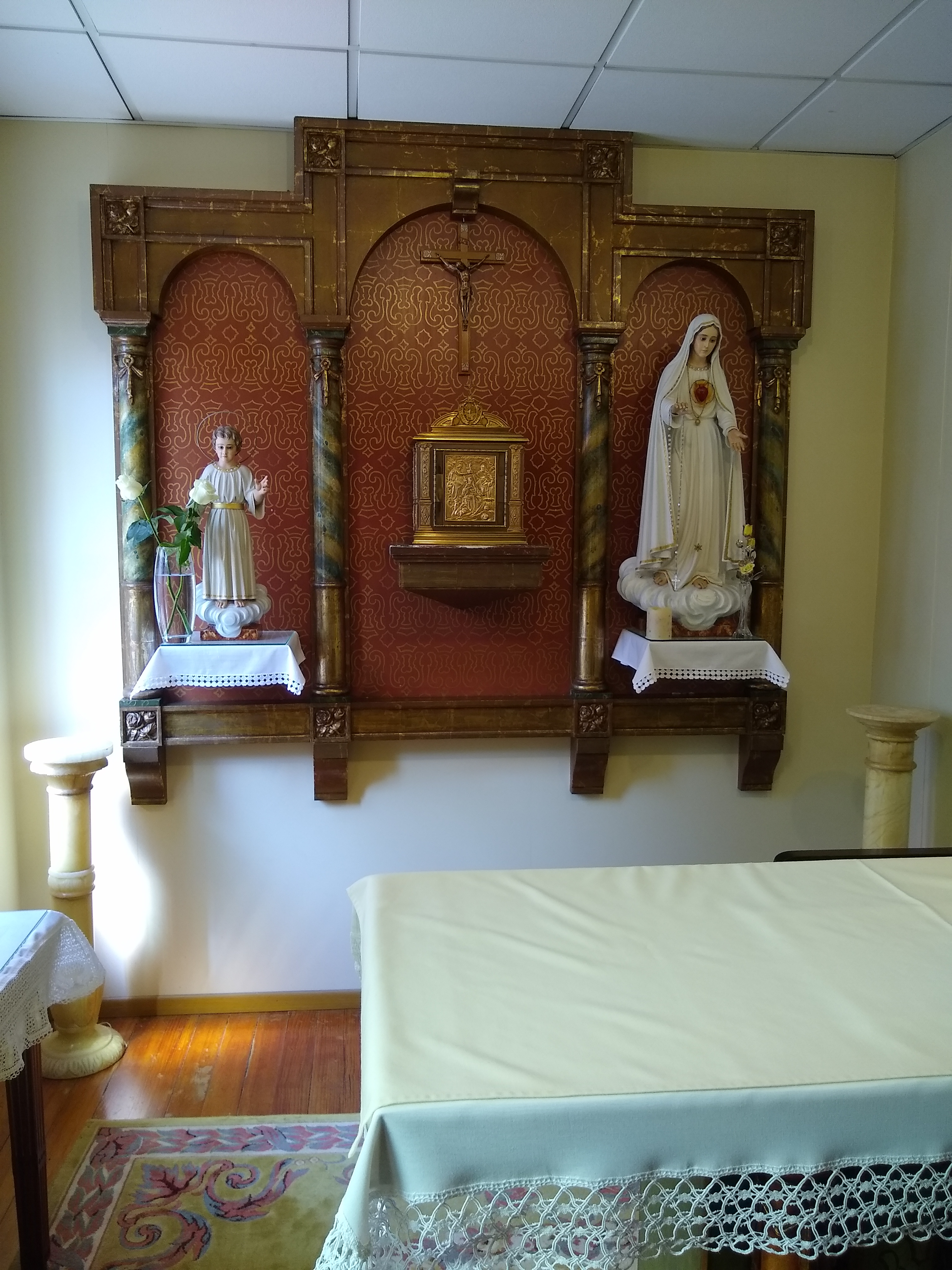
Chapelle où était la chambre de Sœur Lucie
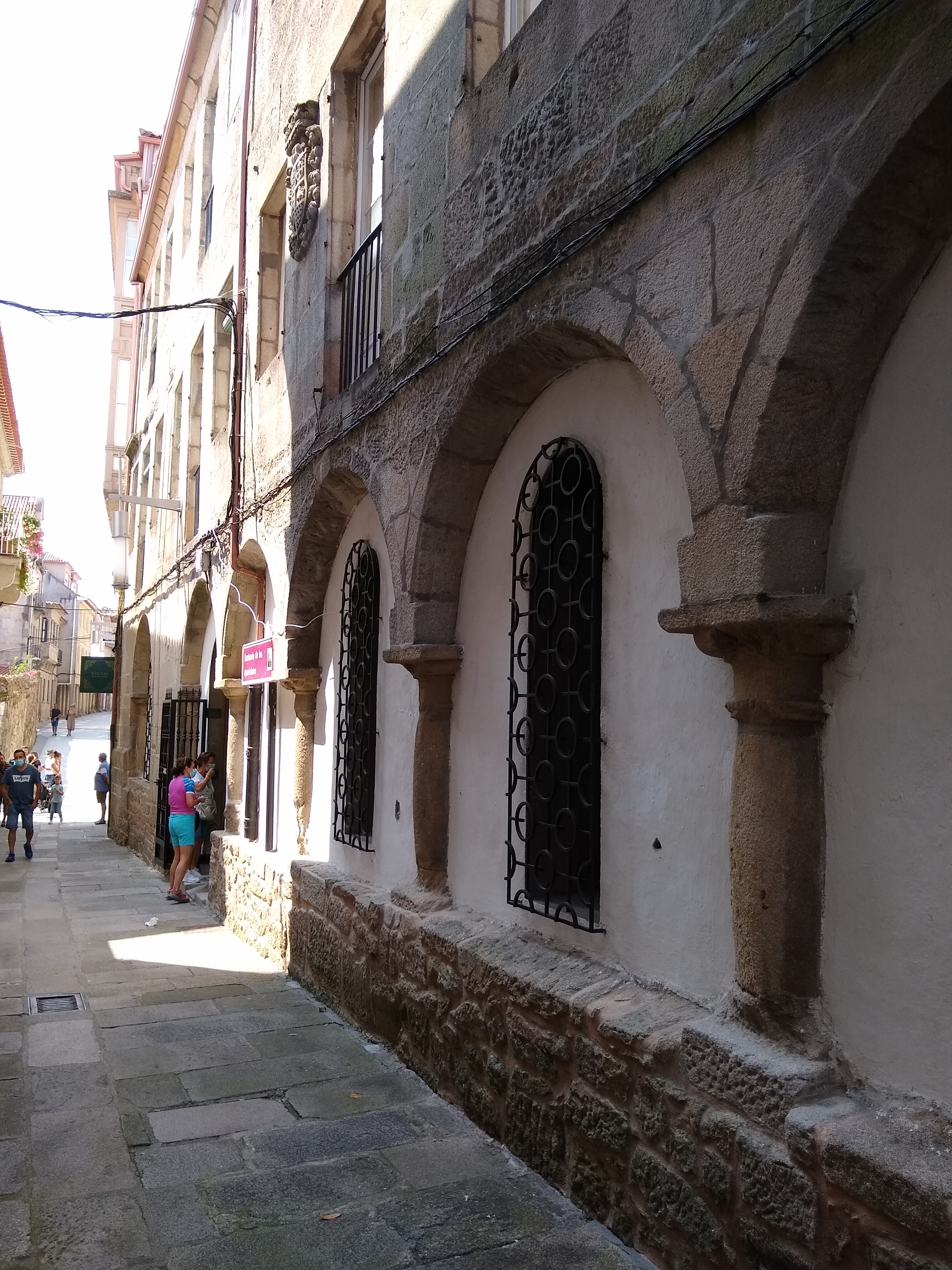
Façade en 2021, rue Sor Lucía
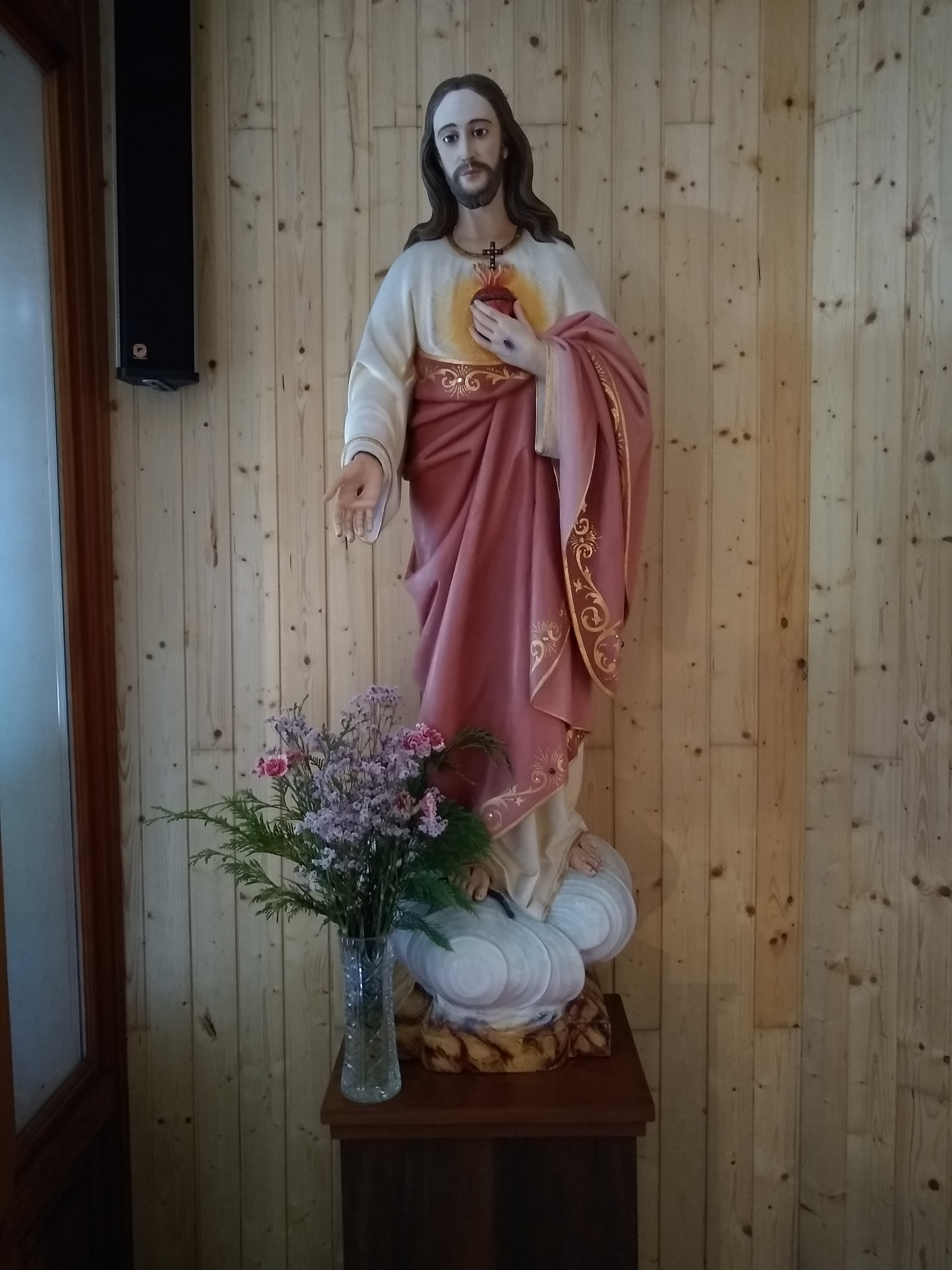
Sacré-Cœur de Jésus
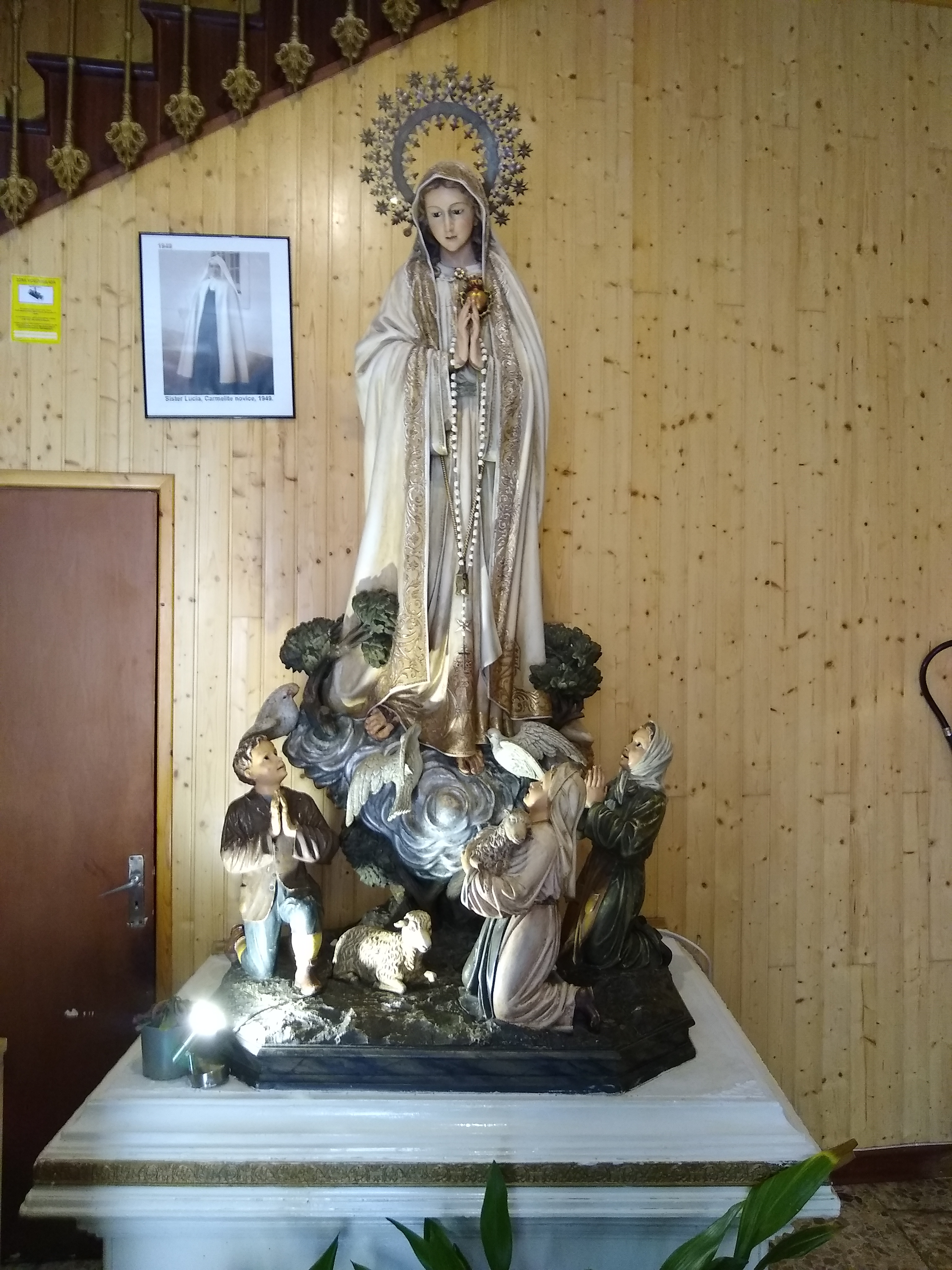
Notre-Dame de Fátima
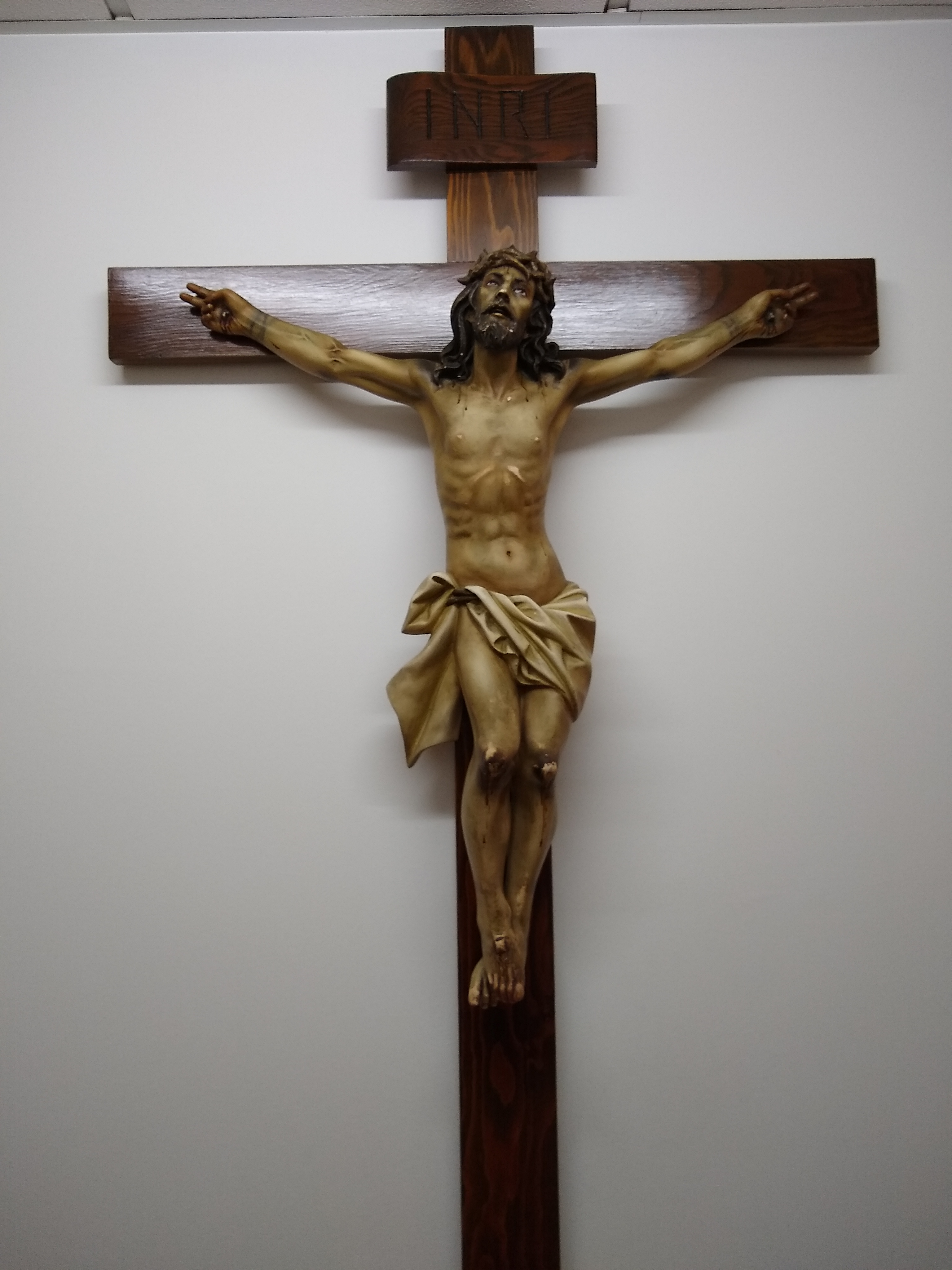
Représentation de la Crucifixion

### Autres articles
- Apparitions de Pontevedra
- Liste de sanctuaires mariaux